# カリウム40
カリウム40 (Potassium-40,40K) は天然カリウム中に存在するカリウムの同位体である。陽子数(19)および中性子数(21)共に奇数である奇奇核で、核種として不安定な放射性同位体である。半減期は12.48億年。
地球上における絶対量が多いことにより地球上における主な自然放射線元の1つとなっており、またカリウムが動植物の必須元素であることから生体の内部被曝の最大の要因ともなっている。

## 存在
カリウム40は天然カリウム中に0.0117 %の割合で存在する。自然界に存在するカリウム40はその殆どが恒星内の元素合成で生成されたものだが、ごく一部は上空大気中でアルゴン40が宇宙線と作用することにより生成される。約46億年前の地球創世時には現在の約12倍のカリウム40が存在していたとされる。
天然カリウムの1グラム当り放射能強度は30.4 ベクレル(Bq)であり、その放射線エネルギーはトリウムやウランのそれと比較して低いが、地球上においてカリウムが普遍的に存在するため、結果としてカリウム40に起因する放射線はトリウムおよびウランと共に自然放射線量の約1/3にも達する。
カリウムは地殻の岩石中では主に長石の形で含まれ、特に花崗岩中に高濃度で存在する。岩石の放射発熱量はカリウム40・トリウム・ウランいずれもの含有率が高い花崗岩が高い値を示し、地熱の主因となっている。特にカリウム40およびウラン235は半減期の関係で地質時代の過去において発熱量の主因となっていた。
地球のような岩石惑星にはカリウム40が多量に存在し、この放射性崩壊により生成された アルゴン40(40Ar) が大気中に多量に蓄積している。地球大気中の希ガス元素のうちアルゴンの存在量が圧倒的に多く、また太陽大気中のアルゴンの同位体比が 36Ar : 84.2%, 38Ar : 15.8%, 40Ar : 0.026% であるのに対し、地球大気中では 36Ar : 0.3365%, 38Ar : 0.0632%, 40Ar : 99.6003%と、40Ar が圧倒的に多くなっているのもこのためである。

## 放射性崩壊
カリウム40の放射性崩壊は3種類が確認されている。
放射性崩壊全体の89 %がベータ崩壊（β-崩壊）によりカルシウム40(40Ca)となるものである。その崩壊エネルギーは1.31107±0.00011 メガ 電子ボルト(MeV＝100万eV)である。
{\displaystyle {}_{19}^{40}\mathrm {K} \to {}_{20}^{40}\mathrm {Ca} +\mathrm {e} ^{-}+{\bar {\nu _{\mathrm {e} }}}}
11%は電子(e-)捕獲によりアルゴン40(40Ar)になるものである。その崩壊エネルギーは1.50469±0.00019 MeVである。
{\displaystyle {}_{19}^{40}\mathrm {K} +\mathrm {e} ^{-}\to {}_{18}^{40}\mathrm {Ar} ^{*}+\nu _{\mathrm {e} }\to {}_{18}^{40}\mathrm {Ar} +\gamma +\nu _{\mathrm {e} }}
さらに、極一部(0.001%)はβ+崩壊により陽電子(e+)を放出して、40Arになるものも確認されている。
{\displaystyle {}_{19}^{40}\mathrm {K} \to {}_{18}^{40}\mathrm {Ar} +\mathrm {e} ^{+}+\nu _{\mathrm {e} }}

## 岩石の年代測定
カリウム40の放射性同位体としての半減期が12.48億年であることを利用して、岩石の生成年代を推定することが可能である。この測定方法は「カリウム-アルゴン法」と呼ばれる。
マグマが凝固し岩石となった後、含まれていたカリウム40は放射性崩壊しカルシウム40およびアルゴン40を岩石中に生成する。このうちカルシウム40は安定同位体でかつ岩石中にもともと多量に存在するため、崩壊により生成されたものとの判別が不可能であるが、他方の常温で気体であるアルゴン40の岩石中の封入比率を測定することによって、当該岩石の年代を見積もることができる。この測定法に適した鉱物には、黒雲母、白雲母、普通角閃石、長石等がある。

## 人体での内部被曝線量
カリウムは動植物の必須元素として体液や組織中に量の調節されながら多量に存在することから、天然カリウム中のカリウム40に起因する放射線は内部被曝の最大要因となっている。食品中にもカリウムが多く含まれ、それに起因する白米1kg中の放射能は33ベクレル(Bq)、同様に乾燥昆布では1600Bq/kg、納豆は200Bq/kg、豚ひれ肉は120Bq/kg、牛乳は45Bq/kgほどになる。また外洋の海水中において1リットルあたり12.1Bqが含まれる。
アルカリ金属であるカリウムはナトリウムと同様陽イオンの形で水中に存在しやすく、経口摂取により体内に取り込まれすみやかに全身に広がることとなる。飲食で人体中に取り込まれるカリウム40の放射能は1日あたり約50Bqであるが、通常の生活においては体内の蓄積量が平衡量まで達しているので、人体中へ余分のカリウムが吸収されるのに伴って速やかに同等の量が排泄される。つまり、摂食によるカリウム量の変動はほぼ無く、被曝量の変化も無い。その生物学的半減期は30日とされる。人体が持つ放射能は、体重60kgの成人男子で約4000Bqであり、これによる年間の内部被曝線量は、0.17ミリシーベルト（mSv）となる。